# Copa Zacatecas 2015
La Copa Zacatecas 2015 ahora llamada Cuadrangular Ciudad de Zacatecas es un torneo de preparación organizado por Mineros de Zacatecas, es la Segunda Edición, su sede es en el Estadio Francisco Villa. participaran el anfitrión Mineros, Club León, Mas a 1 del Ascenso MX como Atlético San Luis, Además de un equipo de Costa Rica como el Saprissa.

## Participantes
| Equipo             | Entrenador         |
| ------------------ | ------------------ |
| Zacatecas          | Joel Sánchez Ramos |
| Atlético San Luis  | Raúl Arias         |
| León               | Juan Antonio Pizzi |
| Deportivo Saprissa | Jeaustin Campos    |

## Bracket
|  | Semifinales                                | Semifinales                                |   |                                            | Final                                      | Final |  |
|  |                                            |                                            |   |                                            |                                            |       |  |
|  |                                            |                                            |   |                                            |                                            |       |  |
|  | Estadio Francisco Villa, 26 de junio 18:00 |                                            |   |                                            |                                            |       |  |
|  | León                                       | 2                                          |   |                                            |                                            |       |  |
|  | Atlético San Luis (1:3 p)                  | 2                                          |   |                                            |                                            |       |  |
|  |                                            |                                            |   |                                            |                                            |       |  |
|  |                                            |                                            |   |                                            | Estadio Francisco Villa, 28 de junio 18:00 |       |  |
|  |                                            |                                            |   |                                            | Zacatecas                                  | 2     |  |
|  |                                            | Atlético San Luis                          | 1 |                                            |                                            |       |  |
|  |                                            |                                            |   |                                            |                                            |       |  |
|  |                                            |                                            |   |                                            |                                            |       |  |
|  |                                            |                                            |   |                                            | Tercer lugar                               |       |  |
|  | Estadio Francisco Villa, 26 de junio 20:30 | Estadio Francisco Villa, 26 de junio 20:30 |   | Estadio Francisco Villa, 28 de junio 15:30 | Estadio Francisco Villa, 28 de junio 15:30 |       |  |
|  | Zacatecas                                  | 5                                          |   | León                                       | 0                                          |       |  |
|  | Deportivo Saprissa                         | 0                                          |   |                                            | Deportivo Saprissa (6:7 p)                 | 0     |  |

|                                        |
| Campeón Mineros de Zacatecas 2º Título |

## Goleadores
| Jugador                | Equipo            | Goles |   |
| ---------------------- | ----------------- | ----- | - |
| Yamilson Rivera        | Zacatecas         |       | 2 |
| Mauro Boselli          | León              |       | 2 |
| Juan Ezequiel Cuevas   | Zacatecas         |       | 2 |
| Leonel Olmedo          | Atlético San Luis |       | 2 |
| Leonardo Villagra      | Atlético San Luis |       | 1 |
| Jose Joaquín Esquivel  | Zacatecas         |       | 1 |
| Gustavo Adrián Ramírez | Zacatecas         |       | 1 |
| Heriberto Aguayo       | Zacatecas         |       | 1 |